# Eumera regina
Eumera regina is een vlinder uit de familie spanners (Geometridae). De wetenschappelijke naam is voor het eerst geldig gepubliceerd in 1892 door Staudinger.
De soort komt voor in Europa.